# 1397

## Събития
- Калмарска уния – Дания, Норвегия и Швеция се обединяват.

## Родени
- Паоло Тосканели, флорентински учен
- Паоло Учело, флорентински художник